# 中村秀一
中村秀一（1950年—），日本经济学家。出生于山形县鹤冈市。东京经济大学大学院博士课程毕业。千叶经济大学短期大学部教授。他的专攻是经济政策和经济思想史。